# 大树之战
大树之战是一首中世纪的威尔士诗歌，收录于14世纪的手稿《塔利埃辛之书》，讲述了传说中的魔法师圭迪昂让森林中的树木变为他的军队参与战斗的故事。